# Microcorynus scitulus
Microcorynus scitulus es una especie de coleóptero de la familia Attelabidae.

## Distribución geográfica
Habita en Sri Lanka.